# Kanton Rocroi
Der Kanton Rocroi ist ein französischer Wahlkreis im Département Ardennes in der Region Grand Est. Er umfasst 33 Gemeinden im Arrondissement Charleville-Mézières und hat sein bureau centralisateur in Rocroi. Im Rahmen der landesweiten Neuordnung der französischen Kantone wurde er im Frühjahr 2015 erweitert.

## Gemeinden
Der Kanton besteht aus 33 Gemeinden mit insgesamt 15.067 Einwohnern (Stand: 1. Januar 2022) auf einer Gesamtfläche von 391,48 km²:
| Gemeinde                 | Einwohner 1. Januar 2022 | Fläche km² | Dichte Einw./km² | Code INSEE | Postleitzahl |
| ------------------------ | ------------------------ | ---------- | ---------------- | ---------- | ------------ |
| Auge                     | 58                       | 4,50       | 13               | 08030      | 08380        |
| Auvillers-les-Forges     | 902                      | 8,19       | 110              | 08037      | 08260        |
| Blombay                  | 130                      | 9,47       | 14               | 08071      | 08260        |
| Bourg-Fidèle             | 829                      | 14,79      | 56               | 08078      | 08230        |
| Brognon                  | 130                      | 7,38       | 18               | 08087      | 08380        |
| Chilly                   | 133                      | 5,89       | 23               | 08121      | 08260        |
| Étalle                   | 96                       | 4,44       | 22               | 08155      | 08260        |
| Éteignières              | 469                      | 11,79      | 40               | 08156      | 08260        |
| Fligny                   | 155                      | 6,85       | 23               | 08172      | 08380        |
| Gué-d’Hossus             | 504                      | 5,23       | 96               | 08202      | 08230        |
| Ham-les-Moines           | 360                      | 3,12       | 115              | 08206      | 08090        |
| Harcy                    | 503                      | 19,15      | 26               | 08212      | 08150        |
| La Neuville-aux-Joûtes   | 351                      | 13,17      | 27               | 08318      | 08380        |
| Laval-Morency            | 233                      | 4,28       | 54               | 08249      | 08150        |
| Le Châtelet-sur-Sormonne | 172                      | 9,85       | 17               | 08110      | 08150        |
| Lonny                    | 618                      | 4,69       | 132              | 08260      | 08150        |
| Maubert-Fontaine         | 1.025                    | 10,33      | 99               | 08282      | 08260        |
| Murtin-et-Bogny          | 175                      | 7,11       | 25               | 08312      | 08150        |
| Neuville-lès-This        | 329                      | 7,74       | 43               | 08322      | 08090        |
| Neuville-lez-Beaulieu    | 327                      | 35,92      | 9                | 08319      | 08380        |
| Regniowez                | 377                      | 18,27      | 21               | 08355      | 08230        |
| Remilly-les-Pothées      | 263                      | 9,92       | 27               | 08358      | 08150        |
| Rimogne                  | 1.328                    | 3,77       | 352              | 08365      | 08150        |
| Rocroi                   | 2.256                    | 50,41      | 45               | 08367      | 08230        |
| Saint-Marcel             | 320                      | 10,84      | 30               | 08389      | 08460        |
| Sévigny-la-Forêt         | 274                      | 26,13      | 10               | 08417      | 08230        |
| Signy-le-Petit           | 1.219                    | 38,72      | 31               | 08420      | 08380        |
| Sormonne                 | 527                      | 4,75       | 111              | 08429      | 08150        |
| Sury                     | 95                       | 3,31       | 29               | 08432      | 08090        |
| Taillette                | 405                      | 15,25      | 27               | 08436      | 08230        |
| Tarzy                    | 123                      | 10,12      | 12               | 08440      | 08380        |
| This                     | 225                      | 4,46       | 50               | 08450      | 08090        |
| Tremblois-lès-Rocroi     | 156                      | 1,64       | 95               | 08460      | 08150        |
| Kanton Rocroi            | 15.067                   | 391,48     | 38               | 0813       | –            |

Bis zur landesweiten Neuordnung der französischen Kantone im März 2015 gehörten zum Kanton Rocroi die 14 Gemeinden Blombay, Bourg-Fidèle, Chilly, Étalle, Gué-d’Hossus, Laval-Morency, Le Châtelet-sur-Sormonne, Maubert-Fontaine, Regniowez, Rimogne, Rocroi, Sévigny-la-Forêt, Taillette und Tremblois-lès-Rocroi. Sein Zuschnitt entsprach einer Fläche von 179,75 km2. Er besaß vor 2015 den INSEE-Code 0824.

## Bevölkerungsentwicklung
| 1962 | 1968 | 1975 | 1982 | 1990 | 1999 | 2006 | 2011 |
| ---- | ---- | ---- | ---- | ---- | ---- | ---- | ---- |
| 8164 | 8694 | 7969 | 8043 | 7774 | 7792 | 8059 | 8276 |

## Politik
| Vertreter im Departementrat | Vertreter im Departementrat | Vertreter im Departementrat |
| Amtszeit                    | Namen                       | Partei                      |
| --------------------------- | --------------------------- | --------------------------- |
| 1994–2015                   | Michel Sobanska             | UMP                         |
| 2015–                       | Noëlle Devie Benoît Hure    | UD                          |